# Мигулін Олексій Олексійович
Мигулін Олексій Олексійович (нар.20 вересня 1893—  1989)— український зоолог, переважно теріолог, доктор біологічних наук, професор..

## Біографічні відомості
Олексій Мигулін народився 20 вересня 1893 року на Харківщині, в селищі Дворічний Кут Дергачівського району, у сім'ї священика.
Навчався у гімназії міста Суми, яку закінчив 1913 року.
У 1913 році поступив до Московського університету, де навчався на природничо-історичному відділенні Фізико-математичного факультету. Закінчив університет 1917 року з дипломом І ступеня за фахом «зоологія».
Протягом 1922-1924 років працював старшим ентомологом Сумського управління Цукротресту.
З 1924 по 1925 роки працював старшим ентомологом Харківської губернської станції захисту рослин.
У 1925 році під керівництвом Олексія Олексійовича організовано "Всеукраїнську мережу спостережених пунктів, а в  1926 році - Ізюмський і Куп'янський спостережених пунктів.
Протягом 1925-1929 років працював на посаді завідувача Центральної станції захисту рослин Наркомзему УРСР, згодом - заступником директора Українського тресту по боротьбі з шкідниками сільськогосподарських рослин, завідувачем сектору Українського НДІ захисту рослин в Харкові.
У 1930-х роках певний час працював у Києві в Зоологічному музеї Інституту зоології і біології ВУАН.
З 1934 по 1935 роки працював доцентом Харківської обласної вищої сільськогосподарської школи.
З 1935 по 1940 роки керував Українською науково-дослідною біологічною станцією "Заотхутра" (Заворичі Київської області).
Протягом 1936-1938 років був науковим співробітником Інституту зоології та біології ВУАН.
У 1940-му році, після захисту докторської дисертації, О. Мигулін був обраний завідувачем кафедри зоології Української сільськогосподарської академії (нині - НУБіП України, Київ).
У 1943 році Олексій Олексійович отримав звання професора.
З 1956 по 1971 роки професор Мигулін — завідувач кафедри зоології та ентомології Харківського сільськогосподарського інституту.
28 червня 1989 року помер.

## Творчий доробок
Олексій Мигулін — автор понад 130 спеціальних зоологічних публікацій та однієї з найбільш цитованих монографій щодо теріофауни України — «Звірі УРСР (матеріали до фауни)» (Мигулін, 1938).

### Таксони, описані Мигуліним

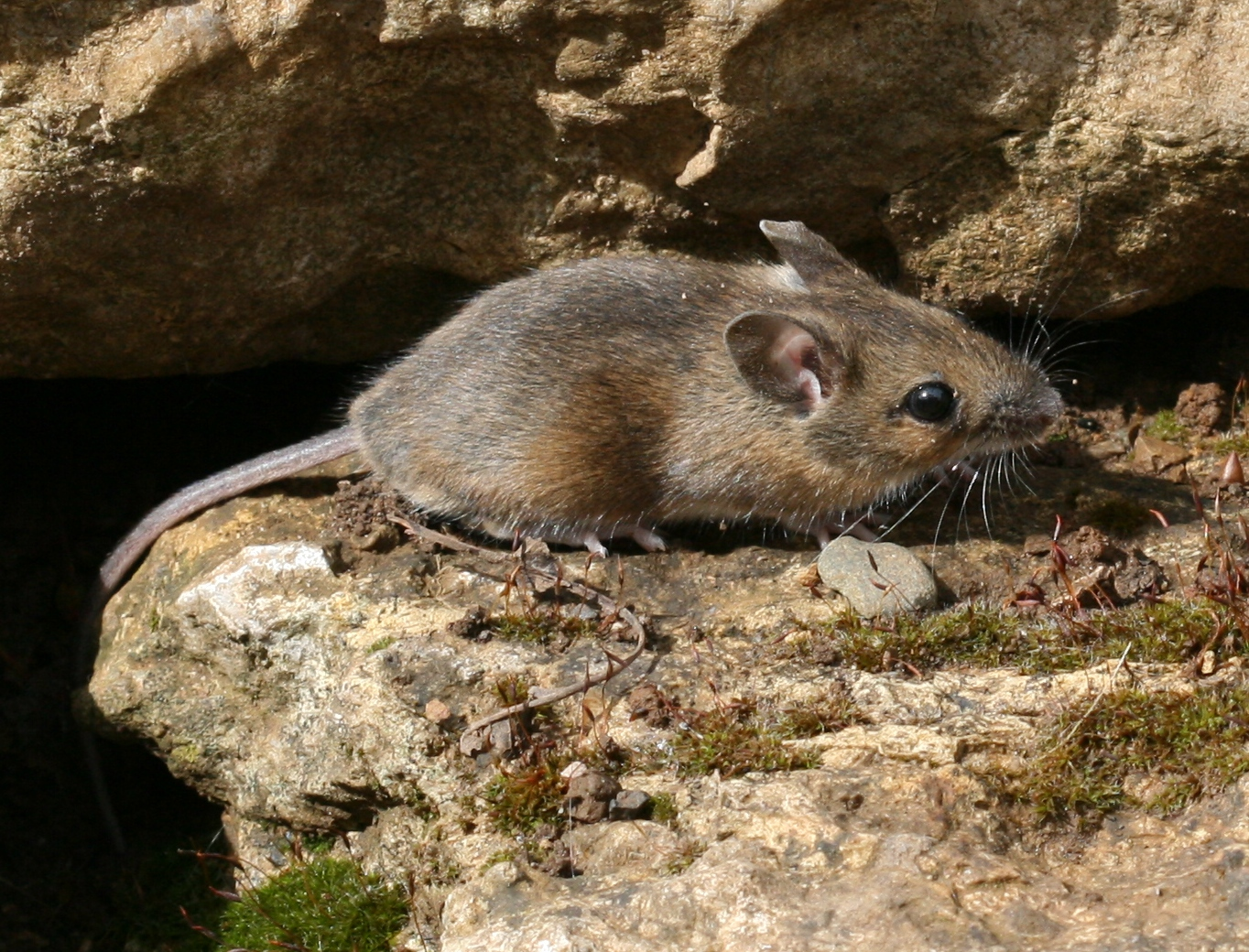
Мишак лісовий (Sylvaemus sylvaticus) — надвид, зі складу якого Олексій Мигулін описав два підвиди

Олексій Мигулін став автором низки нових таксонів, переважно підвидів ссавців з території України (за: Загороднюк, 1992).
- хом'ячок Cricetulus migratorius bellicosus Migulin, 1927
- житник Apodemus agrarius nikolskii Migulin, 1927
- мишак Sylvimus sylvaticus charkovensis Migulin, 1936
- мишак Sylvimus sylvaticus vohlynensis Migulin, 1938
- строкатка Lagurus lagurus occidentalis Migulin, 1938

### Найвідоміші статті
- Мигулин А. А. Мыши северо-восточной Украины (б. Харьковской губ.). Тр. Харк. тов-ва досл. прир. 1927. 50, вып. 2. С. 16-53.
- Мігулін О. О. Новий підвид миші лісової малої, Silvimus sylvaticus charkovensis subsp. n. Зб. праць Зоол. музею АН УРСР. 1936. № 17. С. 53-57.
- Мигулін О. О. Курганчикова миша (Mus sergii Valch) як вид. Зб. праць Зоол. музею АН УРСР. 1937. № 20. С. 115–120.

### Монографії та підручники
1. Мигулин А. А. Млекопитающие Харьковской губернии. Харьков, 1917. 74 с.
2. Мигулін О. О. Звірі УРСР (матеріали до фауни). Київ: Вид-во АН УРСР, 1938. 426 с.
3. Мигулин А. А. Зоология: Пособие для студентов. Харьков, 1960. 215 с.
4. Мигулин А. А. (ред.). Сельскохозяйственная энтомология. Москва: Колос, 1983. 413 с.

## Відзнаки та нагороди
- медаль "За трудову доблесть";
- Орден Трудового Червоного Прапора сільськогосподарського інституту ім. В. В. Докучаєва.